# Le Gué-d'Alleré
Le Gué-d'Alleré è un comune francese di 672 abitanti situato nel dipartimento della Charente Marittima nella regione della Nuova Aquitania.

## Società

### Evoluzione demografica
Abitanti censiti